# Helena Bonet Rosado
Helena Bonet Rosado (Valencia, 1953) è un'archeologa spagnola.
Laureata in Lettere e Filosofia all'Università di Valencia (1976), ottenne il grado di Dottore in questo campo nel 1993 con la sua pubblicazione El Tossal de Sant Miquel de Llíria: la antigua Edeta y su territorio. Nel 1999 viene nominata vicecapo del Museu de Prehistòria i de les Cultures de València e capo del Servizio di Ricerca Preistorica del Consiglio distrettuale di Valencia, per diventare poi direttrice del museo dal 2005.
Specialista di ricerca d'epoca iberica, ha diretto numerosi scavi, nel Puntal dels Llops (Olocau), El Castellet de Bernabé (Llíria) o La Seña (Villar del Arzobispo) oltre ai 20 anni dedicati allo studio dello scavo del villaggio La Bastida de les Alcusses (Moixent).
Durante la sua carriera professionale ha pubblicato più di 120 pubblicazioni di carattere scientifico e divulgativo sulla cultura iberica e del mondo pre-romano, sulla museologia e sul patrimonio archeologico.

## Opere
- (ES) Helena Bonet Rosado, El Tossal de Sant Miquel de Llíria: la antigua Edeta y su territorio, Museu de Prehistòria de València, 1995,  p. 547, ISBN 8477959811.
- (ES) Helena Bonet Rosado, El Puntal dels Llops: un fortín edetano, Serie de Trabajos Varios 99, Museu de Prehistòria de València, 2001,  p. 341, ISBN 9788477953203.